# Астероїд типу M
Астероїди типу M - третій за чисельністю спектральний тип астероїдів. Склад цього типу вивчено погано[джерело?]. Вони мають помірне альбедо (0,07 - 0,23) і за поляризаційними та спектральними властивостями подібні до залізонікелевих метеоритів. Деякі з них (але не всі) складаються з нікелю і заліза з невеликою домішкою каміння. Ці астероїди, ймовірно, є залишками металевих ядер більших астероїдів планетозімалей, які були зруйновані в результаті взаємних зіткнень на ранніх стадіях формування Сонячної системи. Можливо, саме вони є основним джерелом металевих метеоритів. 
Є також астероїди, що належать до цього типу, але чий склад наразі практично невідомий. До таких астероїдів належить, наприклад, 22 Калліопа. Точно відомо, що її густина надто низька для твердого металевого тіла. Для того, щоб за такої густини вона складалася з заліза та нікелю, її пористість має сягати 70%, що суперечить нинішнім уявленням про формування астероїдів. Астероїди 21 Лютеція i 22 Калліопа мають у своєму спектрі особливості, які вказують на можливу присутність гідратованих металів і силікатів. Вони мають аномально низьке альбедо для тіл з металевою поверхнею і, крім того, за деякими характеристиками вони ближче скоріше до вуглецевих астероїдів, ніж до металевих. У цьому класі є ще декілька тіл, що за своїми характеристиками не вписуються до класу металевих астероїдів. 
Найбільшим астероїдом цього класу є 16 Психея.

## Список деяких астероїдів спектрального класу М
| Назва       | Стандартна зоряна величина | Діаметр | Велика піввісь орбіти |
| ----------- | -------------------------- | ------- | --------------------- |
| 16 Психея   | 5,90                       | 253,2   | 2,92                  |
| 21 Лютеція  | 7,35                       | 95,8    | 2,43                  |
| 22 Калліопа | 6,45                       | 181,0   | 2,90                  |
| 69 Гесперія | 7,05                       | 138,1   | 2,97                  |
| 75 Еврідіка | 8,96                       | 55,7    | 2,66                  |
| 77 Фріґґа   | 8,52                       | 69,2    | 2,66                  |
| 92 Ундіна   | 6,61                       | 126,4   | 3,19                  |
| 97 Клото    | 7,63                       | 82,8    | 2,66                  |

## Зноски
1. ↑  М-типу астероїди // Астрономічний енциклопедичний словник / за заг. ред. І. А. Климишина та А. О. Корсунь. — Львів : Голов. астроном. обсерваторія НАН України : Львів. нац. ун-т ім. Івана Франка, 2003. — С. 305—306. — ISBN 966-613-263-X.